# The Challenge: Demencia Total
The Challenge: Demencia Total es la trigésima quinta temporada del reality de competencia de MTV The Challenge. Está temporadas presenta a exparticipantes de The Real World, Are You the One?, Big Brother, The Amazing Race, Survivor, Geordie Shore, Ex on the Beach (Reino Unido & Estados Unidos), Guerrero Ninja Israel, Shipwrecked y Survival of the Fittest compitiendo para ganar un premio de $1.000.000. La temporada se estrenó el 1 de abril de 2020 y concluyó su carrera el 29 de julio del mismo año con los especiales de reunión y detrás de escena. La temporada se estrenó el 25 de junio en MTV Latinoamérica.
Esta temporada es la primera desde la décima primera en no presentar a un miembro del elenco que haya debutado directamente en The Challenge (ya sea Carne Fresca, Vacaciones de Primavera Challenge, Carne Fresca II o Batalla de las Líneas de Sangre).

## Elenco[4]
Anfitrión: T. J. Lavin
| Participantes masculinos    | Programa Original                    | Resultado      |
| --------------------------- | ------------------------------------ | -------------- |
| Johnny "Bananas" Devenanzio | The Real World: Key West             | Ganador        |
| Kyle Christie               | Geordie Shore 8                      | Segundo puesto |
| Cory Wharton                | Real World: Ex-Plosion               | Tercer puesto  |
| Faysal "Fessy" Shafaat      | Big Brother Estados Unidos 20        | Cuarto puesto  |
| Rogan O'Connor              | Ex on the Beach Reino Unido 2        | Quinto puesto  |
| Nelson Thomas               | Are You the One? 3                   | Episodio 15    |
| Josh Martinez               | Big Brother Estados Unidos 19        | Episodio 14    |
| Chris "Swaggy C" Williams   | Big Brother Estados Unidos 20        | Episodio 12    |
| Wes Bergmann                | The Real World: Austin               | Episodio 10    |
| Stephen Bear                | Celebrity Big Brother Reino Unido 18 | Episodio 8     |
| Jordan Wiseley              | The Real World: Portland             | Episodio 8     |
| Jay Starrett                | Survivor: Millennials vs. Gen X      | Episodio 5/6   |
| Chris "CT" Tamburello       | The Real World: Paris                | Episodio 3     |
| Asaf Goren                  | Ninja Israel                         | Episodio 1     |

| Participantes femeninas | Programa Original                 | Resultado      |
| ----------------------- | --------------------------------- | -------------- |
| Jennifer "Jenny" West   | Survival of the Fittest           | Ganadora       |
| Kaycee Clark            | Big Brother Estados Unidos 20     | Segundo Puesto |
| Bayleigh Dayton         | Big Brother Estados Unidos 20     | Tercer puesto  |
| Melissa Reeves          | Ex on the Beach Reino Unido 2     | Cuarto puesto  |
| Dee Nguyen              | Geordie Shore 17                  | Episodio 15    |
| Aneesa Ferreira         | The Real World: Chicago           | Episodio 14    |
| Nany Gonzalez           | The Real World: Las Vegas (2011)  | Episodio 13    |
| Mattie Lynn Breaux      | Party Down South                  | Episodio 11    |
| Jenna Compono           | Real World: Ex-Plosion            | Episodio 9     |
| Kailah Casillas         | Real World: Go Big or Go Home     | Episodio 9     |
| Tula "Big T" Fazakerley | Shipwrecked: Batalla de las Islas | Episodio 9     |
| Tori Deal               | Are You the One? 4                | Episodio 6/7   |
| Ashley Mitchell         | Real World: Ex-Plosion            | Episodio 4     |
| Jennifer Lee            | The Amazing Race 29               | Episodio 2     |

## Formato
Demencia Total presenta un desafío principal, un proceso de nominación y culmina con una ronda de eliminación.
- Desafíos: Los jugadores compiten en un desafío diario, ya sea individual, en parejas o en equipos. Para los desafíos individuales y en parejas, los dos jugadores ganadores seleccionan un jugador adicional para formar el tribunal. Para los desafíos del equipo, todos los miembros del equipo ganador forman el tribunal.
- Nominaciones: Los jugadores que no están en el tribunal participan en las nominaciones. Cada concursante vota individualmente a un jugador del género designado. Se les da la oportunidad de discutir las nominaciones antes de votar en una votación abierta. El jugador que reciba más votos participará en la ronda de eliminación.
- Tribunal: Después de las nominaciones, el tribunal selecciona a tres jugadores del género designado para interrogarlos. Uno de estos tres competidores interrogados finalmente será seleccionado para la eliminación. En el Purgatorio, se le pide al tribunal que vote individualmente para que el segundo jugador participe en la eliminación. Del Episodio 2 en adelante, un miembro del tribunal del género designado puede ser voluntario para la eliminación, en lugar de votar por un competidor interrogado.
- Eliminaciones (Purgatorio): Los dos jugadores seleccionados, se enfrentan en un desafío de eliminación para decidir quién permanecerá en el juego. El perdedor es eliminado inmediatamente mientras el ganador recibe un Cráneo Rojo y se une al elenco. El codiciado Cráneo Rojo es necesario para participar en el Desafío Final y solo puede ganarse ganando en una ronda de eliminación del Purgatorio.

Al final del juego, a aquellos que permanecieron compitieron en el Desafío Final se les informó que el primer lugar masculino y femenino ganaba $ 500,000.
Giros de temporada
- Cráneo Rojo: Ganar una ronda de eliminación le da al jugador un Cráneo Rojo, un requisito para competir en el Desafío Final. Este giro se introdujo después de la primera eliminación.
- Doble eliminación:
  - Los episodios 8 & 9 presentaron una ronda de doble eliminación masculina y femenina respectivamente. Dos jugadores del género designado fueron eliminados. En las nominaciones, la casa votó a dos jugadores del género designado para la eliminación. Luego, el tribunal interrogó a cuatro candidatos del género asignado, dos de los cuales serían enviados a la Ronda de Eliminación si ningún miembro del tribunal se ofreciera como voluntario.
  - Los episodios 14 & 15 también presentaron una doble eliminación en la que se eliminó un jugador de cada género. La casa votó a un jugador de cada género en la eliminación. El tribunal luego interrogó a dos candidatos de cada género y votaría a un hombre y una mujer para su eliminación, en caso de que ningún miembro del tribunal se ofrezca como voluntario.

## Desafíos

### Desafíos diarios
- Lineas de batalla: Jugadas en dos series: masculinas y femeninas, los concursantes deben tirar de un barril de suministros médicos a través de un campo, resolviendo un problema de matemáticas y rompecabezas en el camino. A intervalos, los jugadores que se queden atrás serán eliminados del desafío al hacer que su barril sea atropellado por un tanque de guerra conducido por el anfitrión TJ Lavin. El primer jugador en cada serie en llegar al final del campo gana.
  - Ganadores: Rogan y Jenny
- Lanzamiento aéreo: Jugado en nueve equipos de tres, los equipos deben transferir 15 cajas militares de una plataforma de lanzamiento de misiles a otra, a una milla de distancia. Los primeros tres equipos en terminar avanzarán a la segunda ronda. En la segunda ronda, los equipos abordan un helicóptero y deben tirar nueve cajas militares, con el objetivo de golpear la plataforma de lanzamiento de misiles. El equipo con más éxitos gana.
  - Ganadores: Cory, Dee y Swaggy C
- Decodifica y Detona: Cada jugador comienza en un tablero de rompecabezas con un código. Deben correr hacia dos llaves de rompecabezas separadas para obtener la clave de su código antes de regresar para resolver el código. Una vez que se resuelva el rompecabezas, los jugadores competirán hacia un detonador y explotarán un camión. El primer jugador de cada género en detonar un camión, gana.
  - Ganadores: CT y Bayleigh
- Guerra Fría: Jugado en cinco equipos de cinco, tres jugadores de cada equipo deben recoger un grupo de piezas de rompecabezas que se encuentran en el fondo de una piscina de agua helada y luego resolver el rompecabezas. Mientras tanto, dos jugadores de un equipo contrario romperán un bloque de hielo para enviar hielo a la piscina, haciendo que el agua sea menos tolerable para aquellos que recogen piezas. El equipo con el mejor tiempo gana.
  - Ganadores: Aneesa, Bananas, Bear, Big T y Kaycee
- Escuadrón de bombas: Jugado en seis equipos de cuatro, cada miembro del equipo tiene un papel específico. El primer jugador debe viajar en un auto de acrobacias y buscar números ocultos para formar una ecuación matemática, comunicándolo a un segundo jugador por radio. El segundo jugador resuelve la ecuación y ejecuta la respuesta al tercer jugador, que descifrará el rompecabezas y seleccionará las tres barras correspondientes. Correrán las barras al cuarto jugador, que colocará las barras en un detonador. Si las barras son correctas, la bomba detonará. El equipo con el mejor tiempo gana.
  - Ganadores: Jenny, Josh, Kaycee y Swaggy C
- Rápido y Furioso: Jugado en parejas de hombres/mujeres, cada pareja se engancha a un camión y se une. Dos parejas juegan a la vez, en lados opuestos del camión. Deben recoger diez piezas de rompecabezas magnéticas del costado del camión, antes de regresar a su tablero de rompecabezas en la parte superior y resolver el rompecabezas. La pareja con el tiempo más rápido gana.[n. 6]
  - Ganadores: Jordan y Nany
- Descontaminación: Cada jugador corre a través de una habitación de espuma hacia una ventana donde se muestran una serie de luces intermitentes. Deben memorizar la serie de luces antes de regresar a la entrada y replicar la secuencia, utilizando discos de colores. El hombre y la mujer con el tiempo más rápido ganan.
  - Ganadores: Wes & Mattie
- Ratas de túnel: Jugado en tres equipos de cinco y un equipo de cuatro, con dos equipos jugando a la vez. Uno a la vez, los miembros del equipo se deslizan por una rampa hacia un túnel y nadan para recuperar las piezas del rompecabezas. Una vez que se recogen las cinco piezas del rompecabezas, deben volver corriendo a la entrada y resolver el rompecabezas. El equipo con el mejor tiempo gana.
  - Ganadores: Bayleigh, Cory, Dee, Nany y Wes
- Lanzado: Jugado en series masculinas y femeninas, los jugadores comienzan a sostener un misil sobre el agua. Uno a la vez, se les hace una pregunta de trivia de opción múltiple. Si responden correctamente, pueden asignar un golpe a otro jugador mientras responden incorrectamente, incurre en un golpe. Los jugadores son eliminados si reciben dos golpes o caen después de soltar el misil. Los últimos hombres y mujeres en pie ganan y reciben un premio de $5.000 dólares.
  - Ganadores: Dee y Wes
- Marcar hacia abajo: Dos jugadores del mismo género comienzan atados a cada lado de un tanque, con cuatro jugadores compitiendo a la vez. A medida que el tanque atraviesa un curso, debe recoger la mayor cantidad de banderas posible, donde las banderas rojas valen un punto y las banderas blancas valen diez puntos. El hombre y la mujer con más puntos ganan. Al concluir el desafío, se anunció que los jugadores que habían trabajado juntos durante el desafío fueron descalificados.
  - Ganadores: Josh y Melissa
  - Descalificados: Fessy, Jenny, Kyle, Nany, Nelson y Rogan
- Muchas gracias: Jugado en cinco equipos de tres, los equipos transfieren basura de un depósito de chatarra a través de un campo y la depositan en un contenedor. Al final de un período de tiempo no especificado, los dos equipos que transfieren la mayor cantidad de peso avanzan a la segunda ronda. En la segunda ronda, cada miembro del equipo debe tirar de un trineo pesado por el campo. El primer equipo en tirar de los tres trineos a la línea de meta gana.
  - Ganadores: Bayleigh, Dee y Fessy

- Bloqueado: Jugado en dos equipos de siete. Similar a un rompecabezas deslizante, los equipos empujan una serie de autos negros hacia adelante o hacia atrás para lanzar un auto rojo. Una vez liberados, los equipos deben empujar el auto rojo más allá de la línea de meta. El equipo con el mejor tiempo gana.
  - Ganadores: Aneesa, Bananas, Cory, Jenny, Josh, Nany & Rogan

- Quedando sin tiempo: los jugadores deben correr para recoger material pesado antes de volver a colocarlo en el tambor de un oponente. Después de un período de tiempo no especificado, suena una bocina, lo que indica que los jugadores tienen cinco minutos para regresar y recoger su batería. Los jugadores que no regresen a tiempo serán descalificados. El hombre y la mujer que aguantan el tambor ganan más tiempo.
  - Ganadores: Fessy y Jenny
  - Descalificados: Aneesa, Kyle y Nelson

- Curso intensivo: Al igual que los bolos, un jugador comienza en un auto de acrobacias y debe estrellar el automóvil en pilas de barriles en los que otros competidores están parados. El hombre y la mujer que derriban la mayor cantidad de barriles, ganan. En caso de empate, el ganador está determinado por la distancia recorrida por sus barriles.
  - Ganadores: Bananas y Kaycee

### Purgatorio
- Ataque aéreo: Los jugadores comienzan a colgarse de una barra sobre el suelo. En medio de ellos hay una pared que pueden patear para intentar que su oponente caiga de la barra. El primer jugador en hacer que su oponente suelte la barra dos veces, gana.
  - Jugado por: Asaf vs. Jay

- Activa el interruptor: los jugadores comienzan en lados opuestos de un pasillo, cada uno con diez barriles unidos a los postes. Deben voltear los diez barriles sobre la barandilla, para que caiga del lado de su oponente. El primer jugador en voltear los diez barriles y encender el interruptor al final, gana.
  - Jugado por: Jenn vs. Jenny

- Tome refugio: Los jugadores tienen 20 minutos para barricar la entrada a un búnker utilizando los materiales provistos. Después de que hayan transcurrido esos 20 minutos, los jugadores deben intentar entrar en el búnker de su oponente, abriendo completamente la puerta. El primer jugador en entrar en el búnker y encender la luz, gana.
  - Jugado por: CT vs. Jay

- Descifrador de códigos: Los jugadores hacen girar cinco ruedas y deben romper ollas de cerámica colgantes para encontrar las fichas correspondientes a los símbolos que giraron, usando un dado grande como una escalera de tijera. Después de encontrar las cinco fichas, las voltean para revelar los nombres de las cinco temporadas anteriores de The Challenge . El primer jugador en colocar correctamente las estaciones en orden cronológico gana.
  - Jugado por: Ashley vs. Dee

- Bola de fuego: similar a "Bolas en" de Infierno II. Cada jugador tiene tres oportunidades por ronda para obtener una pelota dentro de un barril, ubicada en el centro de un círculo grande. Sin embargo, esta vez la pelota está en llamas. Si un jugador es noqueado o sale del ring, o si la bola es eliminada del ring, su bola se considera "muerta". Los jugadores alternan entre ataque y defensa en cada ronda. El jugador que anota tres puntos gana, y cada bola vale un punto.
  - Jugado por: Jay vs. Rogan

- Polvo a Polvo: Los jugadores deben tomar ladrillos por una rampa y romperlos a través de una rejilla, para que los escombros caigan en una carretilla debajo. Luego usarán la carretilla para transferir los desechos a un contenedor y continuarán hasta que se recojan suficientes desechos para alcanzar un nivel de altura designado. El primer jugador en alcanzar la altura designada gana.
  - Jugado por: Jenna vs. Tori

- Lucha de poste: Los jugadores se colocan en el centro de un círculo y colocan ambas manos en una barra de madera. El primer concursante en quitarle la barra de las manos del oponente dos veces gana. Originario de El Duelo.
  - Jugado por: Fessy vs. Jordan, Bear vs. Nelson

- Bombas fuera: Los jugadores comienzan en un contenedor con cien bombas. Deben descargar las cien bombas del contenedor antes de detonar una bomba de humo. El primer jugador en encender su bomba de humo gana.
  - Jugado por: Kaycee vs. Kailah, Aneesa vs. Jenna

- Cargar la pared: Los jugadores deben atravesar cajas de una pared para trepar la pared y encontrar baterías dentro de las cajas. El primer jugador en encontrar las tres baterías gana.
  - Jugado por: Bananas vs. Wes

- Visión del túnel: Los jugadores comienzan en un extremo de un túnel cerrado lleno de tierra. Deben cavar a través de la tierra para llegar al otro extremo para escapar. El primer jugador en escapar de su túnel y tocar el timbre, gana.
  - Jugado por: Dee vs. Mattie
- Botón de lanzamiento: Los jugadores comienzan a aprovechar los lados opuestos de un contenedor. Cada lado tiene veinte botones que corresponden a una luz. Deben balancearse y presionar los veinte botones para encender cada luz. Sin embargo, presionar un botón dos veces apaga la luz. El primer jugador en encender las veinte luces gana.
  - Jugado por: Cory vs. Swaggy C
- Cortenle la cabeza: similar a "Striptease" de XXX: Sucios 30. Los jugadores usan un mono con cinco mini calaveras rojas colocadas en varias partes del cuerpo. Al sacar una calavera roja ganaría un jugador un punto. El primer jugador en lograr los cinco cráneos gana.
  - Jugado por: Melissa vs. Nany

- Nudos de Guerra: Similar a "Nudos tan rapido" de Batallas de las Temporadas (2012), los jugadores tienen 15 minutos para crear tantos nudos como puedan usando una cuerda dentro de un automóvil. Después de esos 15 minutos, los jugadores deben desatar los nudos de sus oponentes. El primer jugador en unir todos los nudos de sus oponentes y sacarlos del círculo, gana.
  - Jugado por: Aneesa vs. Bayleigh, Josh vs. Kyle
- Pelea de Pasillo: los jugadores deben correr por un pasillo estrecho, pasar a su oponente y tocar una campana. El jugador que toca la campana primero dos veces, gana. Originalmente de Batalla de las Temporadas (2012).
  - Jugado por: Dee vs. Jenny, Nelson vs. Rogan

### Desafío Final
Punto de control uno: Los jugadores deben ponerse los esquís y esquiar hacia una pila de troncos. Pueden llevar hasta tres troncos antes de esquiar a través de un valle hacia un monumento de calavera para depositar los troncos. Una vez que un jugador ha recogido doce registros, debe encender un fusible e iluminar su monumento antes de proceder al final del punto de control. Sin el conocimiento de los jugadores, el primer hombre y mujer en terminar el punto de control formaría el Tribunal final de la temporada, para una Eliminación instantánea.
- Tribunal: Cory y Jenny

El viaje: Los nueve jugadores deben atravesar una vía ferrata para llegar a un compuesto en la cima de una montaña. Una vez que llegan al recinto, los jugadores que no están en el Tribunal participan en las nominaciones para elegir a un hombre y una mujer para participar en una eliminación instantánea. El Tribunal también selecciona un hombre y una mujer para la eliminación.
Eliminación instantánea - Knockear: Los jugadores comienzan en los extremos opuestos de un ring y deben correr para tocar una campana colgante en el medio antes que su oponente. El jugador que toque la campana dos veces primero, gana.
- Jugado por: Bananas vs. Rogan
- Ganadores: Bananas y Kaycee
- Eliminados: Melissa (4.º lugar - Abandona),[n. 4] Rogan (5.º lugar)

Etapa durante la noche: Tanto los miembros del Tribunal como los ganadores de la eliminación instantánea "Knockear" son recompensados con una habitación cálida para dormir dentro del complejo durante la noche. Los tres jugadores restantes deben pasar seis horas afuera junto a un incendio antes de que se les permita dormir dentro del complejo.
- Eliminado: Bayleigh (3.er lugar - Abandona por lesión)[n. 3]

Empuje final: Los jugadores siguen un rastro hasta llegar al glaciar donde se establece la línea de meta. Ambos miembros del tribunal obtienen una ventaja inicial de dos minutos, los dos ganadores de Eliminación instantánea obtienen una ventaja inicial de un minuto, mientras que todos los jugadores restantes no obtienen ventaja inicial. En el largo camino, hay una serie de problemas matemáticos que los jugadores deben resolver para recibir la combinación para desbloquear un cráneo y aplastarlo antes de continuar. El primer hombre y mujer que crucen la línea de meta serán declarados ganadores de Locura Total y recibirán $500,000 cada uno en premios.
- Ganadores: Bananas y Jenny - $500,000 cada uno
  - Segundo Lugar: Kaycee y Kyle
  - Tercer Lugar: Cory
  - Cuarto Lugar: Fessy

## Resumen del juego
| Episodio | Episodio            | Género    | Tipo de desafío                | Ganadores | Ganadores     | Tribunal                                                                  | Miembros del Purgatorio                                                   | Miembros del Purgatorio                                                   | Miembros del Purgatorio                                                   | Miembros del Purgatorio                                                   | Miembros del Purgatorio                                                   | Miembros del Purgatorio                                                   | Miembros del Purgatorio                                                   | Miembros del Purgatorio                                                   | Miembros del Purgatorio                                                   | Miembros del Purgatorio                                                   | Juego del Purgatorio                                                      | Resultados del Purgatorio                                                 | Resultados del Purgatorio                                                 | Resultados del Purgatorio                                                 | Resultados del Purgatorio                                                 |
| #        | Desafío             | Género    | Tipo de desafío                | Ganadores | Ganadores     | Tribunal                                                                  | Votado                                                                    | Votado                                                                    | Elección del Tribunal                                                     | Elección del Tribunal                                                     | Elección del Tribunal                                                     | Elección del Tribunal                                                     | Elección del Tribunal                                                     | Elección del Tribunal                                                     | Elección del Tribunal                                                     | Elección del Tribunal                                                     | Juego del Purgatorio                                                      | Ganador                                                                   | Ganador                                                                   | Eliminado                                                                 | Eliminado                                                                 |
| -------- | ------------------- | --------- | ------------------------------ | --------- | ------------- | ------------------------------------------------------------------------- | ------------------------------------------------------------------------- | ------------------------------------------------------------------------- | ------------------------------------------------------------------------- | ------------------------------------------------------------------------- | ------------------------------------------------------------------------- | ------------------------------------------------------------------------- | ------------------------------------------------------------------------- | ------------------------------------------------------------------------- | ------------------------------------------------------------------------- | ------------------------------------------------------------------------- | ------------------------------------------------------------------------- | ------------------------------------------------------------------------- | ------------------------------------------------------------------------- | ------------------------------------------------------------------------- | ------------------------------------------------------------------------- |
| 1        | Líneas de Batalla   | Masculino | Individual                     |           | Rogan         | Cory, Jenny, Rogan                                                        |                                                                           | Asaf                                                                      |                                                                           | Jay                                                                       |                                                                           | Kyle                                                                      |                                                                           | Wes                                                                       | N/A                                                                       | N/A                                                                       | Ataque aéreo                                                              |                                                                           | Jay                                                                       |                                                                           | Asaf                                                                      |
| 1        | Líneas de Batalla   | Masculino | Individual                     | Jenny     |               | Cory, Jenny, Rogan                                                        |                                                                           | Asaf                                                                      |                                                                           | Jay                                                                       |                                                                           | Kyle                                                                      |                                                                           | Wes                                                                       | N/A                                                                       | N/A                                                                       | Ataque aéreo                                                              |                                                                           | Jay                                                                       |                                                                           | Asaf                                                                      |
| 2        | Lanzamiento Aéreo   | Fémenino  | 9 equipos de 3                 |           | Equipo 1      | Cory, Dee, Swaggy C                                                       |                                                                           | Jenn                                                                      |                                                                           | Big T                                                                     |                                                                           | Jenny                                                                     |                                                                           | Tori                                                                      | N/A                                                                       | N/A                                                                       | Activa el interruptor                                                     |                                                                           | Jenny                                                                     |                                                                           | Jenn                                                                      |
| 3        | Decodifica y Detona | Masculino | Individual                     |           | CT            | CT, Bayleigh, Swaggy C                                                    |                                                                           | Jay                                                                       |                                                                           | Bear                                                                      |                                                                           | Nelson                                                                    |                                                                           | Rogan                                                                     | N/A                                                                       | N/A                                                                       | Tome refugio                                                              |                                                                           | Jay                                                                       |                                                                           | CT                                                                        |
| 3        | Decodifica y Detona | Masculino | Individual                     | Bayleigh  |               | CT, Bayleigh, Swaggy C                                                    |                                                                           | Jay                                                                       |                                                                           | Bear                                                                      |                                                                           | Nelson                                                                    |                                                                           | Rogan                                                                     | N/A                                                                       | N/A                                                                       | Tome refugio                                                              |                                                                           | Jay                                                                       |                                                                           | CT                                                                        |
| 4        | Guerra Fría         | Fémenino  | 5 equipos de 5                 |           | Equipo 4      | Aneesa, Bananas, Bear, Big T, Kaycee                                      |                                                                           | Ashley                                                                    |                                                                           | Dee                                                                       |                                                                           | Mattie                                                                    |                                                                           | Tori                                                                      | N/A                                                                       | N/A                                                                       | Descifrador de códigos                                                    |                                                                           | Dee                                                                       |                                                                           | Ashley                                                                    |
| 5/6      | Escuadrón Bomba     | Masculino | 6 equipos de 4                 |           | Equipo 4      | Jenny, Josh, Kaycee, Swaggy c                                             |                                                                           | Jay                                                                       |                                                                           | Nelson                                                                    |                                                                           | Rogan                                                                     |                                                                           | Wes                                                                       | N/A                                                                       | N/A                                                                       | Bola de Fuego                                                             |                                                                           | Rogan                                                                     |                                                                           | Jay                                                                       |
| 6/7      | Rápido y Furioso    | Fémenino  | Parejas de Hombre/Mujer        |           | Jordan & Nany | Jordan, Jenna, Nany                                                       |                                                                           | Tori                                                                      |                                                                           | Big T                                                                     |                                                                           | Dee                                                                       |                                                                           | Kailah                                                                    | N/A                                                                       | N/A                                                                       | Polvo a Polvo                                                             |                                                                           | Jenna                                                                     |                                                                           | Tori                                                                      |
| 8        | Descontaminación    | Masculino | Individual                     |           | Mattie        | Bananas, Mattie, Wes                                                      |                                                                           | Fessy                                                                     |                                                                           | Bear                                                                      |                                                                           | Cory                                                                      |                                                                           | Jordan                                                                    |                                                                           | Kyle                                                                      | Lucha de poste                                                            |                                                                           | Fessy                                                                     |                                                                           | Jordan                                                                    |
| 8        | Descontaminación    | Masculino | Individual                     |           | Wes           | Bananas, Mattie, Wes                                                      |                                                                           | Nelson                                                                    |                                                                           | Bear                                                                      | Nelson                                                                    | Cory                                                                      |                                                                           | Jordan                                                                    | Bear                                                                      | Kyle                                                                      | Lucha de poste                                                            |                                                                           |                                                                           |                                                                           |                                                                           |
| 9        | Ratas de túnel      | Femenino  | 3 equipos de 5 y 1 equipo de 4 |           | Equipo 3      | Bayleigh, Cory, Dee, Nany, Wes                                            |                                                                           | Kaycee                                                                    |                                                                           | Jenna                                                                     |                                                                           | Jenny                                                                     |                                                                           | Kailah                                                                    |                                                                           | Melissa                                                                   | Bombas fuera                                                              |                                                                           | Kaycee                                                                    |                                                                           | Kailah                                                                    |
| 9        | Ratas de túnel      | Femenino  | 3 equipos de 5 y 1 equipo de 4 |           | Equipo 3      | Bayleigh, Cory, Dee, Nany, Wes                                            | Aneesa                                                                    |                                                                           | Aneesa                                                                    | Jenna                                                                     |                                                                           | Jenny                                                                     | Jenna                                                                     | Kailah                                                                    |                                                                           | Melissa                                                                   | Bombas fuera                                                              |                                                                           |                                                                           |                                                                           |                                                                           |
| 10       | Lanzado             | Masculino | Individual                     |           | Dee           | Dee, Rogan, Wes                                                           |                                                                           | Bananas                                                                   |                                                                           | Cory                                                                      |                                                                           | Kyle                                                                      |                                                                           | Swaggy C                                                                  | N/A                                                                       | N/A                                                                       | Cargar la pared                                                           |                                                                           | Bananas                                                                   |                                                                           | Wes                                                                       |
| 10       | Lanzado             | Masculino | Individual                     | Wes       |               | Dee, Rogan, Wes                                                           |                                                                           | Bananas                                                                   |                                                                           | Cory                                                                      |                                                                           | Kyle                                                                      |                                                                           | Swaggy C                                                                  | N/A                                                                       | N/A                                                                       | Cargar la pared                                                           |                                                                           | Bananas                                                                   |                                                                           | Wes                                                                       |
| 11       | Marcar hacia abajo  | Fémenino  | Individual                     |           | Josh          | Bananas, Josh, Melissa                                                    |                                                                           | Mattie                                                                    |                                                                           | Bayleigh                                                                  |                                                                           | Dee                                                                       |                                                                           | Nany                                                                      | N/A                                                                       | N/A                                                                       | Visión de túnel                                                           |                                                                           | Dee                                                                       |                                                                           | Mattie                                                                    |
| 11       | Marcar hacia abajo  | Fémenino  | Individual                     | Melissa   |               | Bananas, Josh, Melissa                                                    |                                                                           | Mattie                                                                    |                                                                           | Bayleigh                                                                  |                                                                           | Dee                                                                       |                                                                           | Nany                                                                      | N/A                                                                       | N/A                                                                       | Visión de túnel                                                           |                                                                           | Dee                                                                       |                                                                           | Mattie                                                                    |
| 12       | Muchas gracias      | Masculino | 5 equipos de 3                 |           | Equipo 5      | Bayleigh, Dee, Fessy                                                      |                                                                           | Cory                                                                      |                                                                           | Josh                                                                      |                                                                           | Kyle                                                                      |                                                                           | Swaggy C                                                                  | N/A                                                                       | N/A                                                                       | Botón de lanzamiento                                                      |                                                                           | Cory                                                                      |                                                                           | Swaggy C                                                                  |
| 13       | Bloqueado           | Femenino  | 2 equipos de 7                 |           | Equipo 1      | Aneesa, Bananas, Cory, Jenny, Josh, Nany, Rogan                           |                                                                           | Melissa                                                                   |                                                                           | Bayleigh                                                                  |                                                                           | Dee                                                                       |                                                                           | Kaycee                                                                    | N/A                                                                       | N/A                                                                       | Cortenle la cabeza                                                        |                                                                           | Melissa                                                                   |                                                                           | Nany                                                                      |
| 14       | Quedando sin tiempo | Femenino  | Individual                     |           | Jenny         | Fessy, Jenny, Josh                                                        |                                                                           | Bayleigh                                                                  |                                                                           | Aneesa                                                                    |                                                                           | Melissa                                                                   | N/A                                                                       | N/A                                                                       | N/A                                                                       | N/A                                                                       | Nudos de guerra                                                           |                                                                           | Bayleigh                                                                  |                                                                           | Aneesa                                                                    |
| 14       | Quedando sin tiempo | Masculino | Individual                     |           | Fessy         | Fessy, Jenny, Josh                                                        |                                                                           | Kyle                                                                      |                                                                           | Nelson                                                                    |                                                                           | Rogan                                                                     | N/A                                                                       | N/A                                                                       | N/A                                                                       | N/A                                                                       | Nudos de guerra                                                           |                                                                           | Kyle                                                                      |                                                                           | Josh                                                                      |
| 15       | Curso intensivo     | Femenino  | Individual                     |           | Kaycee        | Bananas, Kaycee, Kyle                                                     |                                                                           | Jenny                                                                     |                                                                           | Bayleigh                                                                  |                                                                           | Dee                                                                       | N/A                                                                       | N/A                                                                       | N/A                                                                       | N/A                                                                       | Pelea de pasillo                                                          |                                                                           | Jenny                                                                     |                                                                           | Dee                                                                       |
| 15       | Curso intensivo     | Masculino | Individual                     |           | Bananas       | Bananas, Kaycee, Kyle                                                     |                                                                           | Rogan                                                                     |                                                                           | Cory                                                                      |                                                                           | Nelson                                                                    | N/A                                                                       | N/A                                                                       | N/A                                                                       | N/A                                                                       | Pelea de pasillo                                                          |                                                                           | Rogan                                                                     |                                                                           | Nelson                                                                    |
| 16       | Desafío Final       | N/A       | Individual                     |           | Bananas       | 2.º Puesto: Kyle; 3.er puesto: Cory; 4.º puesto: Fessy; 5.º puesto: Rogan | 2.º Puesto: Kyle; 3.er puesto: Cory; 4.º puesto: Fessy; 5.º puesto: Rogan | 2.º Puesto: Kyle; 3.er puesto: Cory; 4.º puesto: Fessy; 5.º puesto: Rogan | 2.º Puesto: Kyle; 3.er puesto: Cory; 4.º puesto: Fessy; 5.º puesto: Rogan | 2.º Puesto: Kyle; 3.er puesto: Cory; 4.º puesto: Fessy; 5.º puesto: Rogan | 2.º Puesto: Kyle; 3.er puesto: Cory; 4.º puesto: Fessy; 5.º puesto: Rogan | 2.º Puesto: Kyle; 3.er puesto: Cory; 4.º puesto: Fessy; 5.º puesto: Rogan | 2.º Puesto: Kyle; 3.er puesto: Cory; 4.º puesto: Fessy; 5.º puesto: Rogan | 2.º Puesto: Kyle; 3.er puesto: Cory; 4.º puesto: Fessy; 5.º puesto: Rogan | 2.º Puesto: Kyle; 3.er puesto: Cory; 4.º puesto: Fessy; 5.º puesto: Rogan | 2.º Puesto: Kyle; 3.er puesto: Cory; 4.º puesto: Fessy; 5.º puesto: Rogan | 2.º Puesto: Kyle; 3.er puesto: Cory; 4.º puesto: Fessy; 5.º puesto: Rogan | 2.º Puesto: Kyle; 3.er puesto: Cory; 4.º puesto: Fessy; 5.º puesto: Rogan | 2.º Puesto: Kyle; 3.er puesto: Cory; 4.º puesto: Fessy; 5.º puesto: Rogan | 2.º Puesto: Kyle; 3.er puesto: Cory; 4.º puesto: Fessy; 5.º puesto: Rogan | 2.º Puesto: Kyle; 3.er puesto: Cory; 4.º puesto: Fessy; 5.º puesto: Rogan |
| 16       | Desafío Final       | N/A       | Individual                     |           | Jenny         | 2.º puesto: Kaycee; 3.er puesto: Bayleigh; 4.º puesto: Melissa            | 2.º puesto: Kaycee; 3.er puesto: Bayleigh; 4.º puesto: Melissa            | 2.º puesto: Kaycee; 3.er puesto: Bayleigh; 4.º puesto: Melissa            | 2.º puesto: Kaycee; 3.er puesto: Bayleigh; 4.º puesto: Melissa            | 2.º puesto: Kaycee; 3.er puesto: Bayleigh; 4.º puesto: Melissa            | 2.º puesto: Kaycee; 3.er puesto: Bayleigh; 4.º puesto: Melissa            | 2.º puesto: Kaycee; 3.er puesto: Bayleigh; 4.º puesto: Melissa            | 2.º puesto: Kaycee; 3.er puesto: Bayleigh; 4.º puesto: Melissa            | 2.º puesto: Kaycee; 3.er puesto: Bayleigh; 4.º puesto: Melissa            | 2.º puesto: Kaycee; 3.er puesto: Bayleigh; 4.º puesto: Melissa            | 2.º puesto: Kaycee; 3.er puesto: Bayleigh; 4.º puesto: Melissa            | 2.º puesto: Kaycee; 3.er puesto: Bayleigh; 4.º puesto: Melissa            | 2.º puesto: Kaycee; 3.er puesto: Bayleigh; 4.º puesto: Melissa            | 2.º puesto: Kaycee; 3.er puesto: Bayleigh; 4.º puesto: Melissa            | 2.º puesto: Kaycee; 3.er puesto: Bayleigh; 4.º puesto: Melissa            | 2.º puesto: Kaycee; 3.er puesto: Bayleigh; 4.º puesto: Melissa            |

### Progreso del juego
|  | Jenny    | GANA   | PURG   | SEGURA | SEGURA | GANA   | SEGURA | SEGURA | SEGURA | SEGURA | SEGURA | SEGURA | GANA   | GANA   | PURG   | GANADORA |
|  | Bananas  | SEGURO | SEGURO | SEGURO | GANA   | SEGURO | SEGURO | SEGURO | SEGURO | PURG   | SEGURO | SEGURO | GANA   | SEGURO | GANA   | GANADOR  |
|  | Kaycee   | SEGURA | SEGURA | SEGURA | GANA   | GANA   | SEGURA | SEGURA | PURG   | SEGURA | SEGURA | SEGURA | SEGURA | SEGURA | GANA   | SEGUNDA  |
|  | Kyle     | SEGURO | SEGURO | SEGURO | SEGURO | SEGURO | SEGURO | SEGURO | SEGURO | SEGURO | SEGURO | SEGURO | SEGURO | PURG   | SEGURO | SEGUNDO  |
|  | Cory     | SEGURO | GANA   | SEGURO | SEGURO | SEGURO | SEGURO | SEGURO | GANA   | SEGURO | SEGURO | PURG   | GANA   | SEGURO | SEGURO | TERCERO  |
|  | Bayleigh | SEGURA | SEGURA | GANA   | SEGURA | SEGURA | SEGURA | SEGURA | GANA   | SEGURA | SEGURA | GANA   | SEGURA | PURG   | SEGURA | TERCERA  |
|  | Fessy    | SEGURO | SEGURO | SEGURO | SEGURO | SEGURO | SEGURO | PURG   | SEGURO | SEGURO | SEGURO | GANA   | SEGURO | GANA   | SEGURO | CUARTO   |
|  | Melissa  | SEGURA | SEGURA | SEGURA | SEGURA | SEGURA | SEGURA | SEGURA | SEGURA | SEGURA | GANA   | SEGURA | PURG   | SEGURA | SEGURA | CUARTA   |
|  | Rogan    | GANA   | SEGURO | SEGURO | SEGURO | PURG   | SEGURO | SEGURO | SEGURO | SEGURO | SEGURO | SEGURO | GANA   | SEGURO | PURG   | QUINTO   |
|  | Nelson   | SEGURO | SEGURO | SEGURO | SEGURO | SEGURO | SEGURO | PURG   | SEGURO | SEGURO | SEGURO | SEGURO | SEGURO | SEGURO | ELIM   |          |
|  | Dee      | SEGURA | GANA   | SEGURA | PURG   | SEGURA | SEGURA | SEGURA | GANA   | GANA   | PURG   | GANA   | SEGURA | SEGURA | ELIM   |          |
|  | Josh     | SEGURO | SEGURO | SEGURO | SEGURO | GANA   | SEGURO | SEGURO | SEGURO | SEGURO | GANA   | SEGURO | GANA   | ELIM   |        |          |
|  | Aneesa   | SEGURA | SEGURA | SEGURA | GANA   | SEGURA | SEGURA | SEGURA | PURG   | SEGURA | SEGURA | SEGURA | GANA   | ELIM   |        |          |
|  | Nany     | SEGURA | SEGURA | SEGURA | SEGURA | SEGURA | GANA   | SEGURA | GANA   | SEGURA | SEGURA | SEGURA | ELIM   |        |        |          |
|  | Swaggy C | SEGURO | GANA   | SEGURO | SEGURO | GANA   | SEGURO | SEGURO | SEGURO | SEGURO | SEGURO | ELIM   |        |        |        |          |
|  | Mattie   | SEGURA | SEGURA | SEGURA | SEGURA | SEGURA | SEGURA | GANA   | SEGURA | SEGURA | ELIM   |        |        |        |        |          |
|  | Wes      | SEGURO | SEGURO | SEGURO | SEGURO | SEGURO | SEGURO | GANA   | GANA   | ELIM   |        |        |        |        |        |          |
|  | Jenna    | SEGURA | SEGURA | SEGURA | SEGURA | SEGURA | PURG   | SEGURA | ELIM   |        |        |        |        |        |        |          |
|  | Kailah   | SEGURA | SEGURA | SEGURA | SEGURA | SEGURA | SEGURA | SEGURA | ELIM   |        |        |        |        |        |        |          |
|  | Big T    | SEGURA | SEGURA | SEGURA | GANA   | SEGURA | SEGURA | SEGURA | ELIM   |        |        |        |        |        |        |          |
|  | Bear     | SEGURO | SEGURO | SEGURO | GANA   | SEGURO | SEGURO | ELIM   |        |        |        |        |        |        |        |          |
|  | Jordan   | SEGURO | SEGURO | SEGURO | SEGURO | SEGURO | GANA   | ELIM   |        |        |        |        |        |        |        |          |
|  | Tori     | SEGURA | SEGURA | SEGURA | SEGURA | SEGURA | ELIM   |        |        |        |        |        |        |        |        |          |
|  | Jay      | PURG   | SEGURO | PURG   | SEGURO | ELIM   |        |        |        |        |        |        |        |        |        |          |
|  | Ashley   | SEGURA | SEGURA | SEGURA | ELIM   |        |        |        |        |        |        |        |        |        |        |          |
|  | CT       | SEGURO | SEGURO | ELIM   |        |        |        |        |        |        |        |        |        |        |        |          |
|  | Jenn     | SEGURA | ELIM   |        |        |        |        |        |        |        |        |        |        |        |        |          |
|  | Asaf     | ELIM   |        |        |        |        |        |        |        |        |        |        |        |        |        |          |

Competencia
     El concursante completo el desafío final y ganó.
     El concursante completo el desafío final y perdió.
     El concursante no completo el desafío final.
     El concursante ganó el desafío y formó parte del tribunal
     El concursante no ganó el desafío, pero formó parte del tribunal.
     El concursante no fue seleccionado para el Purgatorio.
     El concursante es nominado por el tribunal para ser interrogado, pero no fue seleccionado para el Purgatorio.
     El concursante era parte del tribunal, se ofreció como voluntario para el Purgatorio y ganó
     El concursante ganó en el Purgatorio.
     El concursante perdió en el Purgatorio y fue eliminado.
     El concursante era parte del tribunal, se ofreció como voluntario para el Purgatorio, perdió y fue eliminado.
     El concursante fue retirado de la competencia debido a una lesión/enfermedad.
     El concursante se retiró voluntariamente de la competencia.

## Progreso de votación
| Elección de la casa   | Elección de la casa   | Asaf 15/25 votos | Jenn 20/24 votos | Jay 8/23 votos | Ashley 7/20 votos | Jay 10/20 votos | Tori 20/20 votos | Fessy 6/19 votos | Nelson 9/19 votos | Kaycee 14/14 votos | Aneesa 14/14 votos | Bananas 14/14 votos | Mattie 13/13 votos | Cory 8/12 votos    | Melissa 7/7 votos | Kyle 8/10 votos | Bayleigh 8/10 votos | Rogan 8/8 votos  | Jenny 4/8 votos | Rogan se ofreció  | Melissa se ofreció |
| Elección del Trinunal | Elección del Trinunal | Jay 3/3 votos    | Jenny 3/3 votos  | CT se ofreció  | Dee 5/5 votos     | Rogan 4/4 votos | Jenna se ofreció | Jordan 3/3 votos | Bear 2/3 votos    | Kailah 4/5 votos   | Jenna 4/5 votos    | Wes se ofreció      | Dee 2/3 votos      | Swaggy C 2/3 votos | Nany se ofreció   | Josh se ofreció | Aneesa 2/3 votos    | Nelson 3/3 votos | Dee 2/3 votos   | Bananas 2/2 votos | Kaycee 2/2 votos   |
| Jugadores             | Jugadores             | Episodio         | Episodio         | Episodio       | Episodio          | Episodio        | Episodio         | Episodio         | Episodio          | Episodio           | Episodio           | Episodio            | Episodio           | Episodio           | Episodio          | Episodio        | Episodio            | Episodio         | Episodio        | Episodio          | Episodio           |
| Jugadores             | Jugadores             | 1                | 2                | 3              | 4                 | 5               | 7                | 8                | 8                 | 9                  | 9                  | 10                  | 11                 | 12                 | 13                | 14              | 14                  | 15               | 15              | Final             | Final              |
|                       | Bananas               | Jay              | Big T            | Jay            | Dee               | Jay             | Tori             | Jordan           | Cory              | Kaycee             | Aneesa             | Bananas             | Dee                | Kyle               | N/A               | Kyle            | Bayleigh            | Nelson           | Dee             | N/A               | N/A                |
|                       | Jenny                 | Jay              | Jenn             | N/A            | Ashley            | Rogan           | Tori             | N/A              | Nelson            | Kaycee             | Aneesa             | Bananas             | Mattie             | Kyle               | N/A               | N/A             | Aneesa              | Rogan            | Dee             | Bananas           | Kaycee             |
|                       | Kaycee                | Asaf             | Jay              | Nelson         | Dee               | Rogan           | Tori             | N/A              | N/A               | Kaycee             | Aneesa             | Bananas             | Mattie             | Cory               | Melissa           | Kyle            | Bayleigh            | Nelson           | Dee             | N/A               | N/A                |
|                       | Kyle                  | Jay              | Jenn             | Jay            | Ashley            | Jay             | Tori             | Fessy            | Nelson            | Kaycee             | Aneesa             | Bananas             | Mattie             | Kyle               | Melissa           | Kyle            | Bayleigh            | Nelson           | Dee             | N/A               | N/A                |
|                       | Cory                  | Jay              | Jenny            | Jay            | N/A               | Bear            | Tori             | N/A              | Bear              | Kailah             | Jenna              | Bananas             | Mattie             | Cory               | N/A               | Kyle            | Bayleigh            | Rogan            | Jenny           | Bananas           | Kaycee             |
|                       | Bayleigh              | Asaf             | Jenn             | N/A            | N/A               | N/A             | Tori             | N/A              | N/A               | Kailah             | Jenna              | Bananas             | Mattie             | Swaggy C           | Melissa           | Kyle            | Bayleigh            | Rogan            | Melissa         | N/A               | N/A                |
|                       | Fessy                 | Asaf             | Jenn             | Bananas        | N/A               | Bear            | Tori             | Bear             | N/A               | Kaycee             | Aneesa             | Bananas             | Mattie             | Swaggy C           | Melissa           | N/A             | Melissa             | Rogan            | Dee             | N/A               | N/A                |
|                       | Melissa               | Asaf             | Jenn             | Jay            | Ashley            | Jay             | Tori             | N/A              | Nelson            | Kaycee             | Aneesa             | Bananas             | Bayleigh           | Kyle               | Melissa           | Kyle            | Bayleigh            | Rogan            | Bayleigh        | N/A               | Melissa            |
|                       | Rogan                 | Jay              | Big T            | Jay            | N/A               | Jay             | Tori             | N/A              | N/A               | Kaycee             | Aneesa             | N/A                 | Mattie             | Cory               | N/A               | N/A             | N/A                 | Rogan            | Jenny           | Rogan             | N/A                |
|                       | Nelson                | Asaf             | Jenn             | Bananas        | N/A               | Bear            | Tori             | Bear             | Bear              | Kaycee             | Aneesa             | Bananas             | Mattie             | Cory               | Melissa           | Kyle            | Bayleigh            | Rogan            | Jenny           |                   |                    |
|                       | Dee                   | Asaf             | Jenny            | Bananas        | Ashley            | Jay             | Tori             | N/A              | N/A               | Kailah             | Jenna              | N/A                 | Mattie             | Kyle               | Melissa           | N/A             | N/A                 | Rogan            | Jenny           |                   |                    |
|                       | Josh                  | Asaf             | Jenn             | Nelson         | N/A               | Rogan           | Tori             | Nelson           | Nelson            | Kaycee             | Aneesa             | Bananas             | Dee                | Cory               | N/A               | Josh            | Aneesa              |                  |                 |                   |                    |
|                       | Aneesa                | Asaf             | Jenn             | Jordan         | Dee               | N/A             | Tori             | Nelson           | Nelson            | Kaycee             | Aneesa             | Bananas             | Mattie             | Cory               | N/A               | Kyle            | Bayleigh            |                  |                 |                   |                    |
|                       | Nany                  | Jay              | Jenn             | Nelson         | Ashley            | Jay             | N/A              | Fessy            | N/A               | Jenny              | Jenny              | Bananas             | Mattie             | Cory               | Nany              |                 |                     |                  |                 |                   |                    |
|                       | Swaggy C              | Asaf             | Jenny            | N/A            | N/A               | Rogan           | Tori             | N/A              | Nelson            | Kaycee             | Aneesa             | Bananas             | Mattie             | Cory               |                   |                 |                     |                  |                 |                   |                    |
|                       | Mattie                | Asaf             | Jenn             | N/A            | Ashley            | Jay             | Tori             | Jordan           | Bear              | Kaycee             | Aneesa             | Bananas             | Mattie             |                    |                   |                 |                     |                  |                 |                   |                    |
|                       | Wes                   | Asaf             | Jenn             | Jay            | N/A               | Kyle            | Tori             | Jordan           | Bear              | Kailah             | Jenna              | Wes                 |                    |                    |                   |                 |                     |                  |                 |                   |                    |
|                       | Jenna                 | Jay              | Jenn             | Nelson         | N/A               | N/A             | Jenna            | Fessy            | N/A               | Kaycee             | Aneesa             |                     |                    |                    |                   |                 |                     |                  |                 |                   |                    |
|                       | Kailah                | Jay              | Jenn             | Nelson         | N/A               | Jay             | Tori             | Fessy            | Nelson            | Kaycee             | Aneesa             |                     |                    |                    |                   |                 |                     |                  |                 |                   |                    |
|                       | Big T                 | Asaf             | Jenn             | Bananas        | Dee               | Jay             | Tori             | N/A              | Nelson            |                    |                    |                     |                    |                    |                   |                 |                     |                  |                 |                   |                    |
|                       | Bear                  | Asaf             | Jenn             | Jay            | Dee               | Jay             | Tori             | Fessy            | Nelson            |                    |                    |                     |                    |                    |                   |                 |                     |                  |                 |                   |                    |
|                       | Jordan                | Jay              | Jenn             | Jordan         | N/A               | Jordan          | N/A              | Fessy            | Jordan            |                    |                    |                     |                    |                    |                   |                 |                     |                  |                 |                   |                    |
|                       | Tori                  | Jay              | Jenn             | Jay            | Ashley            | Jay             | Tori             |                  |                   |                    |                    |                     |                    |                    |                   |                 |                     |                  |                 |                   |                    |
|                       | Jay                   | Asaf             | Jenn             | Bananas        | N/A               | Bear            |                  |                  |                   |                    |                    |                     |                    |                    |                   |                 |                     |                  |                 |                   |                    |
|                       | Ashley                | Asaf             | Jenn             | Bananas        | N/A               |                 |                  |                  |                   |                    |                    |                     |                    |                    |                   |                 |                     |                  |                 |                   |                    |
|                       | CT                    | Jay              | Jenn             | CT             |                   |                 |                  |                  |                   |                    |                    |                     |                    |                    |                   |                 |                     |                  |                 |                   |                    |
|                       | Jenn                  | Jay              | Big T            |                |                   |                 |                  |                  |                   |                    |                    |                     |                    |                    |                   |                 |                     |                  |                 |                   |                    |
|                       | Asaf                  | Wes              |                  |                |                   |                 |                  |                  |                   |                    |                    |                     |                    |                    |                   |                 |                     |                  |                 |                   |                    |

- Negrita indica que el concursante estaba en el tribunal.

## Tipos de desafíos

### Desafíos en equipo
| Equipo 1 | Equipo 2 | Equipo 3 |
| -------- | -------- | -------- |
| Cory     | Jenny    | Ashley   |
| Dee      | Jordan   | Bear     |
| Swaggy C | Wes      | Jenna    |
| Equipo 4 | Equipo 5 | Equipo 6 |
| Bayleigh | Big T    | CT       |
| Jenn     | Mattie   | Jay      |
| Josh     | Rogan    | Kaycee   |
| Equipo 7 | Equipo 8 | Equipo 9 |
| Aneesa   | Kailah   | Fessy    |
| Bananas  | Nelson   | Kyle     |
| Nany     | Tori     | Melissa  |

| Equipo 1 | Equipo 2 | Equipo 3 | Equipo 4 | Equipo 5 |
| -------- | -------- | -------- | -------- | -------- |
| Ashley   | Dee      | Jay      | Aneesa   | Bayleigh |
| Fessy    | Jordan   | Mattie   | Bananas  | Cory     |
| Josh     | Kailah   | Melissa  | Bear     | Jenna    |
| Nany     | Nelson   | Tori     | Big T    | Jenny    |
| Rogan    | Swaggy C | Wes      | Kaycee   | Kyle     |

| Equipo 1 | Equipo 2 | Equipo 3 |
| -------- | -------- | -------- |
| Jay      | Tori     | Mattie   |
| Kailah   | Bear     | Rogan    |
| Wes      | Dee      | Nelson   |
| Nany     | Bananas  | Big T    |
| Equipo 4 | Equipo 5 | Equipo 6 |
| Kaycee   | Melissa  | Fessy    |
| Swaggy C | Bayleigh | Aneesa   |
| Josh     | Kyle     | Jordan   |
| Jenny    | Cory     | Jenna    |

| Equipo 1 | Equipo 2 | Equipo 3 | Equipo 4 |
| -------- | -------- | -------- | -------- |
| Fessy    | Bananas  | Bayleigh | Aneesa   |
| Jenny    | Jenna    | Cory     | Josh     |
| Kaycee   | Kyle     | Dee      | Kailah   |
| Nelson   | Melissa  | Nany     | Mattie   |
|          | Rogan    | Wes      | Swaggy C |

| Equipo 1 | Equipo 2 | Equipo 3 | Equipo 4 | Equipo 5 |
| -------- | -------- | -------- | -------- | -------- |
| Cory     | Bananas  | Aneesa   | Nany     | Bayleigh |
| Josh     | Melissa  | Jenny    | Nelson   | Dee      |
| Kaycee   | Rogan    | Kyle     | Swaggy C | Fessy    |

| Equipo 1 | Equipo 2 |
| -------- | -------- |
| Aneesa   | Bayleigh |
| Bananas  | Dee      |
| Cory     | Fessy    |
| Jenny    | Kaycee   |
| Josh     | Kyle     |
| Nany     | Melissa  |
| Rogan    | Nelson   |

### Desafíos en pareja
| Jordan & Nany     |
| Swaggy C & Dee    |
| Kyle & Big T      |
| Josh & Tori       |
| Fessy & Jenna     |
| Cory & Mattie     |
| Nelson & Aneesa   |
| Rogan & Jenny     |
| Bananas & Melissa |
| Bear & Kaycee     |
| Wes & Kailah      |
| Jordan & Bayleigh |

### Desafíos individuales
- Episodio 1: "Líneas de batalla"
- Episodio 3: "Decodifica y detona"
- Episodio 8: "Descontaminación"
- Episodio 10: "Trono apagado"
- Episodio 11: "Marcar hacia abajo"
- Episodio 14: "Quedando sin tiempo"
- Episodio 15: "Curso intensivo"

## Episodios
| N.º (total) | N.º (temp.) | Título                                      | Estreno original    | Audiencia en Estados Unidos (en millones) |
| --- | ----------- | ------------------------------------------- | ------------------- | ----------------------------------------- |
| 455 | 1           | «Mundo Demente»                             | 1 de abril de 2020  | 1.06                                      |
| Los concursantes enfrentan su primera prueba en "Lineas de Batalla", se revela una alianza inesperada entre Bananas y Wes, y se introduce un nuevo giro que cambia el juego en la búsqueda de $1 millón de dólares.                                                                                                 |             |                                             |                     |                                           |
| 456 | 2           | «Los dulces sueños están hechos de Dee»     | 8 de abril de 2020  | 0.95                                      |
| Los competidores se enfrentan en un explosivo "Lanzamiento aereo", Wes y Johnny manipulan a un jugador con sus teatrales, Tori hace un berrinche, y la rivalidad de Dee con Jenn se vuelve polémica . |             |                                             |                     |                                           |
| 457 | 3           | «Una noche dura para Jay»                   | 15 de abril de 2020 | 0.92                                      |
| Los jugadores compiten en un desafío de rompecabezas explosivo, Ashley y Bananas se disputan el control del juego social, y Jay sigue siendo un objetivo mientras coquetea con Dee. |             |                                             |                     |                                           |
| 458 | 4           | «Camaleón Karma»                            | 22 de abril de 2020 | 1.02                                      |
| La nueva alianza de Ashley y Mattie se deshace rápidamente, una caída helada empuja para que los jugadores superen su límite, y Bananas le da a Big T una lección de intriga. |             |                                             |                     |                                           |
| 459 | 5           | «Rompe con tu novio, estoy aburrido»        | 29 de abril de 2020 | 1.00                                      |
| Wes vierte combustible en su ardiente enemistad con Jordan, los equipos luchan con la comunicación en el relevo "Escuadron bomba", Rogan busca vengarse de Jay, y la persistencia de Bear finalmente puede dar sus frutos.                                                                                          |             |                                             |                     |                                           |
| 460 | 6           | «El amor nos desgarrará»                    | 6 de mayo de 2020   | 0.93                                      |
| Jenna considera dejar de fumar para tratar de salvar su relación, una broma que salió mal amenaza el romance de Bear y Kailah, y dos jugadores son acusados de sabotear el desafío "Rapidos y Furiosos". |             |                                             |                     |                                           |
| 461 | 7           | «¿Debo quedarme o debo irme?»               | 13 de mayo de 2020  | 0.85                                      |
| Bear defiende a Kailah, Tori cree que esta lista para ganarse la calavera roja, Aneesa reprende a Nany por coquetear con Kaycee, y Jenna considera enviarse a sí misma para la eliminación o no. |             |                                             |                     |                                           |
| 462 | 8           | «Vive y deja morir»                         | 20 de mayo de 2020  | 1.02                                      |
| Los jugadores deben hacer frente a unos químicos tóxicos en el desafío de "Descontaminación", Wes y Bananas exponen su alianza para hacer una gran jugada, y una doble eliminación envía onda de choques. |             |                                             |                     |                                           |
| 463 | 9           | «Backstabber»                               | 27 de mayo de 2020  | 0.93                                      |
| Dee intenta mantener sus manos limpias mientras ensucia a Jenny, el desafío "Ratas de Túnel" pone a los jugadores bajo tierra, y las mujeres, que enfrentan una doble eliminación, compiten por los cráneos rojos.                                                                                                  |             |                                             |                     |                                           |
| 464 | 10          | «La cuenta atrás final»                     | 3 de junio de 2020  | 0.91                                      |
| Los competidores masculinos sienten la presión de ganar una cráneo rojo antes de que se agote el tiempo, un jugador se zambulle durante las trivia y se prueba la frágil alianza de Wes con Bananas. |             |                                             |                     |                                           |
| 465 | 11          | «No tienes razón»                           | 10 de junio de 2020 | 0.88                                      |
| Rogan y Jenny planean con Bananas una jugada para atacar por sorpresa a Dee, algunos jugadores infringen las reglas en el desafío "Marcar hacia abajo", Josh reprende a Swaggy por trabajar con Wes, y dos damas cavan furiosamente para ganar un cráneo rojo.                                                      |             |                                             |                     |                                           |
| 466 | 12          | «Fotos de usted»                            | 17 de junio de 2020 | 0.90                                      |
| Melissa llama a las serpientes en el juego, Cory se lesiona mientras transporta basura pesada a través de un campo y se motiva cuando su hija se rehúsa a hablar con el, Bayleigh ve la oportunidad para que Swaggy gane su calavera roja, y las lealtades son cuestionadas durante las nominaciones al Purgatorio. |             |                                             |                     |                                           |
| 467 | 13          | «Víctima del amor»                          | 24 de junio de 2020 | 0.94                                      |
| La floreciente relación de Nany y Kaycee expone la verdadera personalidad de Bayleigh, y las competidoras todavía necesitan ir al Purgatorio para ganar su cráneo rojo. |             |                                             |                     |                                           |
| 468 | 14          | «Tu tiempo esta por llegar»                 | 1 de julio de 2020  | 0.85                                      |
| Aneesa teme que otros conspiren para evitar que llegue a la final, Fessy toma una decisión cuestionable en contra de su alianza, y otra doble eliminación sacude a los participantes. |             |                                             |                     |                                           |
| 469 | 15          | «Chocó conmigo»                             | 8 de julio de 2020  | 0.94                                      |
| Los retadores intentan atravesar la mayor cantidad de barriles en "Curso intensivo", la descuidada maniobra política de Jenny puede volver a perseguirla, Nelson demuestra su lealtad, y los competidores deben luchar para sobrevivir en el juego de eliminación "Pelea de Pasillo".                               |             |                                             |                     |                                           |
| 470 | 16          | «Es el fin del mundo tal como lo conocemos» | 15 de julio de 2020 | 0.98                                      |
| Después de una temporada de desafíos agotadores y eliminaciones brutales, los nueve finalistas compiten por su parte del premio de $1 millón de dólares. |             |                                             |                     |                                           |

### Reunión Especial
El especial de reunión de dos partes se transmitió el 22 de julio de 2020 y fue presentado por el ex ala cerrada de la NFL Vernon Davis. Debido a la pandemia de COVID-19, el especial se filmó mediante un chat de Zoom. Fue visto por 0,78 millones de espectadores. Un especial detrás de escena también presentado por Davis se emitió el 29 de julio de 2020 y fue visto por 0,49 millones de espectadores.

## Controversia
Después de comentarios polémicos sobre el movimiento Black Lives Matter, MTV decidió cortar los lazos con la miembro del elenco Dee Nguyen el 9 de junio de 2020. Después del incidente, Nguyen publicó una disculpa en sus redes sociales y la temporada fue mayormente editada para que Nguyen quedara fuera de la transmisión de la serie.
El 12 de junio, se informó que Nguyen había contratado un equipo legal y estaba considerando tomar acciones legales contra MTV por despedirla.

## Después de Filmar

### Temporadas posteriores
| Miembro del elenco              | Temporadas siguientes                                     | Temporadas ganadas | Total de dinero ganado |
| ------------------------------- | --------------------------------------------------------- | ------------------ | ---------------------- |
| Asaf Goren                      | Batalla por un Nuevo Campeón                              | Ninguna            | $0                     |
| Bayleigh Dayton                 | –                                                         | Ninguna            | $0                     |
| Christopher "Swaggy C" Williams | –                                                         | Ninguna            | $0                     |
| Faysal "Fessy" Shafaat          | Agentes Dobles, Espías, Mentiras y Aliados, Todo o Nada   | Ninguna            | $0                     |
| Jay Starrett                    | Agentes Dobles, Todo o Nada, Batalla por un Nuevo Campeón | Ninguna            | $0                     |
| Jenn Lee                        | –                                                         | Ninguna            | $0                     |
| Kaycee Clark                    | Agentes Dobles, Espías, Mentiras y Aliados, Todo o Nada   | Ninguna            | $0                     |

Negrita indica que el participante llegó a la final esa temporada.